# 固城镇 (定兴县)
固城镇，是中华人民共和国河北省保定市定兴县下辖的一个乡镇级行政单位。

## 行政区划
固城镇下辖以下地区：
四街村、二街村、三街村、八街村、国兴村、马家庄村、三里铺村、北庄头村、南罡上村、北罡上村、南太平庄村、北太平庄村、北店村、南店村、陈村营村、南合庄村、久安庄村和台上村。

## 交通
- 京广铁路：固城站